# Barnes International
Pour les articles homonymes, voir Barnes.
 (novembre 2023).
Barnes est un acteur de l’immobilier haut de gamme en Europe et aux États-Unis[source insuffisante]. Fondé par Heidi Barnes en 1995, le réseau rassemble plus de 1 300 employés, répartis sur 130 bureaux situés dans une vingtaine de pays[source insuffisante].

## Histoire
En 2001, Thibault de Saint Vincent revend Connexion et s’installe à Miami avec son épouse, Heidi Barnes, fondatrice de Barnes, société spécialisée à l’époque dans la location d’appartements destinés principalement à une clientèle francophone à Londres et anglo-saxonne à Paris. Il devient alors président de Barnes International,.
Heidi Barnes a fondé Barnes International. Elle a ouvert à Londres et à Paris une société immobilière destinée à accueillir une clientèle de cadres expatriés dans ces deux capitales[source secondaire nécessaire]. 
Au début des années 2000, Thibault de Saint Vincent rejoint Barnes en tant que Président, après avoir créé et développé pendant plus de quinze ans des sociétés d’immobilier résidentiel à Paris, notamment le réseau Connexion Immobilier.L’activité de vente de biens immobiliers haut de gamme est lancée sous la direction de Thibault de Saint Vincent en 2003 et 2004 au départ à Miami, Londres et Paris.

## Métiers
Barnes réalise des transactions dans de multiples domaines. L'entreprise publie des expertises du marché international de l’immobilier de prestige, qui publie chaque année le "Barnes City Index".  
L'entreprise est implantée dans 20 pays[source secondaire nécessaire].